# Red River Rock
Red River Rock är en låt med Johnny and the Hurricanes från 1959. Det är en instrumental version av en nordamerikansk folksång som gått under många namn som "Red River Valley", "Cowboy Love Song", "Bright Sherman Valley", "Bright Laurel Valley", "In the Bright Mohawk Valley", och "Bright Little Valley". Låten var med på albumet med samma namn

## "Vid foten av fjället"
Melodin till "Red River Rock" blev en stor hit med Sven-Gösta Jonsson med den svenska titeln "Vid foten av fjället" (1959), då med öppningsraden "Jag är lapp och jag har mina renar". Den svenska texten skrevs av Frans B. Liljenroth under pseudonymen Franson.